# Right Now (bài hát của Rihanna)
"Right Now" là một bài hát của nghệ sĩ thu âm người Barbados Rihanna, được trích từ album phòng thu thứ 7 của cô ấy, Unapologetic (2012). Bài hát có sự góp mặt của DJ người Pháp David Guetta. Rihanna đã đồng sáng tác bài hát này cùng nam ca sĩ nhạc R&B Ne-Yo và The-Dream, trong khi việc sản xuất bài hát do bộ đôi người Na Uy StarGate, Nicky Romero và Giorgio Tuinfort đảm nhiệm. Nó được gửi đến các đài phát thanh tại Hoa Kỳ vào ngày 28 tháng 5 năm 2013 như là đĩa đơn chính thức thứ 5 từ album. Về mặt âm nhạc, "Right Now" mang đậm ảnh hưởng của phong cách nhạc electronic và dance. Nội dung bài hát là lời Rihanna kêu gọi mọi người hãy sống hết mình trong những khoảnh khắc của cuộc sống.
Bài hát nhận được nhiều ý kiến tích cực từ các nhà phê bình âm nhạc, nhiều người coi nó là một điểm sáng của Unapologetic. Cùng với việc phát hành album, "Right Now" đã lọt vào nhiều bảng xếp hạng trên toàn cầu, trong đó có cả việc lọt vào top 10 bảng xếp hạng UK Dance Chart. Nó xuất hiện tuần đầu tại Billboard Hot 100 ở vị trí 90 và vươn lên vị trí 50. Hơn nữa, bài hát cũng giành vị trí quán quân tại US Hot Dance Club Songs, trở thành bài hát thứ 20 của Rihanna quán quân tại bảng xếp hạng này, vượt qua thành tích của nữ ca sĩ Janet Jackson. Bài hát hiện đang được sử dụng làm ca khúc quảng bá cho giải bóng rổ nhà nghề Mỹ NBA 2013 và cho hãng bia nổi tiếng Budweiser.

## Bối cảnh và sản xuất
Rihanna bắt đầu làm việc với "những âm thanh mới" cho album phòng thu thứ 7 của cô từ tháng 3 năm 2013, mặc dù khi đó cô vẫn chưa bắt đầu tiến hành ghi âm. Ngày 12 tháng 9 năm 2012, Def Jam France công bố thông qua tài khoản Twitter của Rihanna rằng sẽ có một đĩa đơn mới được phát hành vào tuần tới và album phòng thu thứ 7 của cô ấy dự kiến sẽ phát hành vào tháng 11 năm 2012. Tuy nhiên dòng tweet này chỉ tồn tại trong một thời gian ngắn trước khi nó bị xóa đi và được thay thế bằng một thông báo khác: "Thêm nhiều thông tin nữa sẽ được bật mí vào ngày mai, Thứ 5 ngày 13 tháng 9". Thông qua tài khoản Twitter cá nhân của mình thì Rihanna đã tung hàng loạt tweet giới thiệu về album phòng thu thứ 7 này.
Trong quá trình sản xuất Unapologetic, Rihanna đã tiết lộ trên Twitter rằng đang có một sự hợp tác bí mật trong album, và đó là sự kết hợp với một người có ngày sinh nhật vào ngày 7 tháng 11. Sau đó thì Rihanna cũng cho biết người đó chính là DJ người Pháp David Guetta, và Guetta cũng là người sản xuất cho "Right Now" và một bài hát khác trong album là "Phresh Out the Runway". Rihanna và Guetta đã từng cộng tác với nhau trong bài hát "Who's That Chick?" (2010), xuất hiện trong phiên bản tái phát hành của album One Love (2009) - với tựa đề One More Love (2010).
"Right Now" được sáng tác bởi Rihanna, David Guetta, Ne-Yo, The-Dream, Giorgio Tuinfort, Nicky Romero, và bộ đôi sản xuất người Na Uy StarGate. Việc sản xuất, thu âm, kỹ thuật, xử lý bài hát do Guetta, Romero, Tuinfort, and StarGate đảm nhiệm. Các kỹ sư âm thanh bao gồm Paul Norris và Aamir Yaqub, những người đã hỗ trợ Xavier Stephenson tại Metropolis Studios ở Luân Đôn. Giọng hát của Rihanna được ghi lại bởi Marcus Tovar và Kuk Harrell tại R Studios ở Los Angeles, California trong khi đó việc phối âm, pha trộn được thực hiện bởi Manny Marroquin tại Larrabee Studios ở Burbank, California và Romero tại White Villa Studios ở Ede, Hà Lan.

## Sáng tác
"Right Now" là một bài hát nhạc electronic và dance với thời lượng 3:01. Theo Christina Lee của tờ Idolator thì bài hát có một "bassline khuấy động".
Bài hát được viết bằng khóa E ♭ với một nhịp độ vừa phải là 130 nhịp một phút (BPM). "Right Now" là sự tiến triển của dãy các nốt E♭m−C♭−A♭m−B♭m7 và giọng hát của Rihanna nằm trong khoảng từ nốt A♭3 đến nốt D♭5.

## Tiếp nhận và phê bình
Bài hát nhận được nhiều đánh giá tích cực từ các nhà phê bình âm nhạc, và xem đây là một trong những bài hát nổi bật của Unapologetic. Smokey Fontaine từ tờ The Huffington ca ngợi sự hợp tác giữa Rihanna và Guetta: "'Right Now' là một bài hát mang âm thanh của tương lai thật rõ ràng bởi vì....nó thật tuyệt!". Jon Caramanica của tờ The New York Times cuãng có những phê bình tích cực cho bài hát: "Cùng với bài hát 'Phresh Out the Runway' nằm trong album cũng do Guetta sản xuất thì như họ có chung "yết hầu gợi cảm" mặc dù âm thanh nghe có vẻ khắc nghiệt". Christina Lee của Idolator mô tả bài hát là một điểm nhấn của album; trong khi đó Robert Copsey của Digital Spy thì dán nhãn nó như một bài hát của "sự an toàn". Genevieve Koski của The A.V. Club thì đưa cho bài hát nhiều đánh giá khác nhau.

## Diễn biến xếp hạng
Sau khi phát hành Unapologetic, "Right Now" đã xuất hiện tại các bảng xếp hạng trên toàn cầu nhờ nhu cầu tải kỹ thuật số mạnh mẽ. Nó ra mắt tại Irish Singles Chart ở vị trí 77 vào ngày 22 tháng 11 năm 2012, và sau đó tiến vào bảng xếp hạng này một lần nữa tại vị trí 78 vào ngày 6 tháng 6 năm 2013. Tại Vương Quốc Anh, "Right Now" ra mắt UK Singles Chart ở vị trí 36 vào ngày 25 tháng 11, trở thành bài hát không phải đĩa đơn chính thức của Rihanna ra mắt ở vị trí tốt nhất từ trước đến nay. Bài hát cũng lọt vào UK Dance Chart ở vị trí số 7. Tại Scotland, bài hát xuất hiện lần đầu tại vị trí 25 vào ngày 25 tháng 11 năm 2012, cao hơn vị trí tại Anh 11 bậc. Ở những nơi khác tại châu Âu, bài hát xếp vị trí 49 tại Đức và vị trí 32 tại Thụy Sĩ. "Right Now" cũng đạt vị trí 32 tại bảng xếp hạng Canadian Hot 100.
Vào ngày 25 tháng 2 năm 2013, "Right Now" có mặt tại Australian Singles Chart ở vị trí 39. Bài hát cũng được chứng nhận đĩa vàng tại Úc với hơn 35.000 bản được tiêu thụ, mặc dù vào thời điểm đó bài hát chưa được quảng bá dưới dạng đĩa đơn chính thức. Ngày 10 tháng 6 năm 2013, "Right Now" tiến vào US Pop Songs ở vị trí 37 và với sự ra mắt này thì Rihanna đã có bài hát thứ 36 lọt được vào bảng xếp hạng này, giúp cô trở thành nghệ sĩ xuất hiện liên tục nhất tại bảng xếp hạng kể từ sau năm 1992. Ngày 8 tháng 8 năm 2013, "Right Now" đạt vị trí quán quân tại US Hot Dance Club Songs, trở thành bài hát quán quân thứ 20 trong sự nghiệp của Rihanna tại bảng xếp hạng này. Với thành tích này thì cô đã tiến lên vị trí thứ 2, vượt qua Janet Jackson với 19 quán quân, và trở thành một trong những nghệ sĩ có lượng quán quân nhiều nhất trong suốt lịch sử 37 năm của bảng xếp hạng. Hiện tại Rihanna chỉ đứng sau nữ hoàng nhạc pop Madonna, người đang nắm giữ 43 quán quân.

## Sử dụng trong truyền thông
Từ tháng 4 năm 2013, Turner Sports bắt đầu sử dụng "Right Now" làm nhạc nền quảng bá cho giải bóng rổ nhà nghề Mỹ NBA 2013. Vào ngày 2 tháng 7 năm 2013, DJ Earworm đã phát hành một bản mix mùa hè trong đó kết hợp "Right Now" với các bài hát nổi tiếng khác cùng thời điểm. Cũng trong tháng đó, công ty sản xuất bia Budweiser công bố rằng Rihanna đã trở thành một phần của chiến dịch của công ty mang tên "Made For Music", chiến dịch này cũng có sự tham gia của rapper Jay-Z. Một đoạn video thương mại cũng được phát hành bao gồm cả ca sĩ và "Right Now".

## Danh sách bài hát
| CD               | CD                                                                       | CD | CD                                    | CD         |
| STT              | Nhan đề                                                                  | Sáng tác | Sản xuất                              | Thời lượng |
| ---------------- | ------------------------------------------------------------------------ | --- | ------------------------------------- | ---------- |
| 1.               | "Right Now" (featuring David Guetta)                                     | Ester Dean Nash Fenty Guetta Eriksen Hermansen Shaffer Smith Tuinfort Nicky Romero                                     | Guetta StarGate Nicky Romero Tuinfort | 3:01       |
| 2.               | "Pour It Up (Remix)" (featuring Young Jeezy, Rick Ross, Juicy J và T.I.) | Jay Jenkins Robyn Fenty Williams Roberts Jordan Houston Clifford Harris Mike Will Made It Theron Thomas Timothy Thomas | Mike Will Made It J-Bo                | 5:08       |
| Tổng thời lượng: | Tổng thời lượng:                                                         | Tổng thời lượng: | Tổng thời lượng:                      | 8:09       |

| Digital remixes  | Digital remixes                      | Digital remixes               | Digital remixes |
| STT              | Nhan đề                              | Phiên bản                     | Thời lượng      |
| ---------------- | ------------------------------------ | ----------------------------- | --------------- |
| 1.               | "Right Now" (featuring David Guetta) | Dyro Radio Edit               | 3:04            |
| 2.               | "Right Now" (featuring David Guetta) | Dyro Club Mix                 | 4:04            |
| 3.               | "Right Now" (featuring David Guetta) | Dyro Instrumental             | 4:04            |
| 4.               | "Right Now" (featuring David Guetta) | Sick Individuals Radio Edit   | 3:16            |
| 5.               | "Right Now" (featuring David Guetta) | Sick Individuals Club Mix     | 5:31            |
| 6.               | "Right Now" (featuring David Guetta) | Sick Individuals Dub          | 5:16            |
| 7.               | "Right Now" (featuring David Guetta) | Sick Individuals Instrumental | 5:31            |
| 8.               | "Right Now" (featuring David Guetta) | Justin Prime Radio Edit       | 4:00            |
| 9.               | "Right Now" (featuring David Guetta) | Justin Prime Vocal Mix        | 4:59            |
| 10.              | "Right Now" (featuring David Guetta) | Justin Prime Instrumental     | 4:59            |
| 11.              | "Right Now" (featuring David Guetta) | Ralphi Rosario Radio Edit     | 3:47            |
| 12.              | "Right Now" (featuring David Guetta) | Ralphi Rosario Club Mix       | 7:41            |
| 13.              | "Right Now" (featuring David Guetta) | Ralphi Rosario Tough Mix      | 7:27            |
| 14.              | "Right Now" (featuring David Guetta) | Ralphi Rosario Dub            | 7:32            |
| Tổng thời lượng: | Tổng thời lượng:                     | Tổng thời lượng:              | 1:11:11         |

## Đội ngũ sản xuất
Ghi âm
- Ghi âm tại Metropolis Studios, London, Vương Quốc Anh và tại R Studios, Los Angeles, California.
- Pha trộn tại White Villa Studios, Ede, Hà Lan và tại Larrabbee Studios, Burbank, California.

Đội ngũ sản xuất
| - Giọng ca chính - Rihanna - Nghệ sĩ hợp tác - David Guetta - Viết lời - Terius Nash, Robyn Fenty, David Guetta, Mikkel S. Eriksen, Tor Erik Hermansen, Shaffer Smith, Giorgio Tuinfort, Nick Rotteveel - Sản xuất - David Guetta, StarGate, Nicky Romero, Giorgio Tuinfort - Kỹ sư âm thanh - Paul Norris, Aamir Yaqub | - Trợ lý kỹ sư âm thanh - Xavier Stephenson - Thu âm và xử lý giọng hát - Kuk Harrell, Marcos Tovar - Phối khí - Nicky Romero, Manny Marroquin - Toàn bộ nhạc cụ và lập trình - David Guetta, StarGate, Nicky Romero, Giorgio Tuinfort |

Tất cả các thông tin về đội ngũ sản xuất nói trên được lấy từ các ghi chú từ bìa album Unapologetic, Hãng ghi âm Def Jam, Hãng đĩa SRP.

## Bảng xếp hạng

### Xếp hạng tuần
| Úc (ARIA)                                       | 39  |                                       |   |
| Áo (Ö3 Austria Top 40)                          | 25  |                                       |   |
| Bỉ (Ultratop 50 Flanders)                       | 34  |                                       |   |
| Bỉ (Ultratop 50 Wallonia)                       | 37  |                                       |   |
| Canada (Canadian Hot 100)                       | 32  |                                       |   |
| Đan Mạch (Tracklisten)                          | 36  |                                       |   |
| Pháp (SNEP)                                     | 31  |                                       |   |
| Finnish Download Chart                          | 24  |                                       |   |
| Trường songid là BẮT BUỘC CHO BẢNG XẾP HẠNG ĐỨC | 43  |                                       |   |
| Ireland (IRMA)                                  | 52  |                                       |   |
| Israel (Media Forest)                           | 3   |                                       |   |
| Nhật Bản (Billboard Japan Hot 100)              | 25  |                                       |   |
| Hà Lan (Dutch Top 40)                           | 28  |                                       |   |
| Hà Lan (Single Top 100)                         | 54  |                                       |   |
| Scotland (Official Charts Company)              | 25  |                                       |   |
|                                                 | 59- | Hàn Quốc (GAON) (International Chart) | 3 |
| Thụy Điển (Sverigetopplistan)                   | 25  |                                       |   |
| Thụy Sĩ (Schweizer Hitparade)                   | 32  |                                       |   |
| Anh Quốc (OCC)                                  | 36  |                                       |   |
| UK Dance (Official Charts Company)              | 7   |                                       |   |
| Hoa Kỳ Billboard Hot 100                        | 50  |                                       |   |
| Hoa Kỳ Pop Airplay (Billboard)                  | 15  |                                       |   |
| Hoa Kỳ Dance Club Songs (Billboard)             | 1   |                                       |   |

### Chứng nhận
| Quốc gia                                                                           | Chứng nhận | Số đơn vị/doanh số chứng nhận |
| ---------------------------------------------------------------------------------- | ---------- | ----------------------------- |
| Úc (ARIA)                                                                          | Vàng       | 35.000^                       |
| Thụy Điển (GLF)                                                                    | Bạch kim   | 20.000‡                       |
| * Chứng nhận dựa theo doanh số tiêu thụ. ^ Chứng nhận dựa theo doanh số nhập hàng. |            |                               |